# Деснянський район (Київ)
Десня́нський район — один із десяти районів Києва, розкинувся у північно-східній частині міста. Як адміністративно-територіальна одиниця у складі Києва утворений 30 грудня 1987 року і названий Ватутінським на честь радянського військового діяча Миколи Ватутіна. Ватутінський район у жовтні 2001 року було перейменовано на Деснянський.
Район займає загальну площу 14,8 тисяч га, кількість населення налічує близько 345,200 тисяч чоловік. До складу району входять кілька територіальних одиниць: житловий масив Вигурівщина-Троєщина і селище Троєщина, житловий масив Лісовий і селище Биківня, зелена зона на Дніпровських островах, лісопарковий пояс. Також територією району тече річка Десенка.
На території району розташовані підприємства хімічної, легкої, енергетичної, поліграфічної промисловості; академічні та галузеві науково-дослідні інститути, транспортні і будівельні організації. Утворена мережа соціальних об'єктів: освітянські та медичні заклади, громадсько-культурні і торговельно-побутові центри.
У 2004 році були затверджені офіційні символи району — герб та прапор.

## Історія
Вперше ця місцевість, де розташовано Деснянський район згадуються під назвою Городець. 1026 року Ярослав Мудрий уклав тут мирну угоду із своїм братом Мстиславом, у 1097 році Володимир Мономах викликав у Городець братів Давида та Олега Святославовичів для примирення. Згадка про цю місцевість є в Іпатієвському літописі за 1110 рік про пожежу, яка сталася в Городці. Як свідчить літопис, на Андріїв день року 1135 Городець був спалений половцями, а під 1151 роком є згадка про «село Милославское».
Юрій Долгорукий, воюючи за Київський престол, двічі наступав на місто з Городця. Місцевість йому сподобалась, і тому, сівши в Києві на престол, він зробив тут свою резиденцію і назвав її Раєм. Під час нападу Хана Батия на Київ у 1240 році, ця місцевість згадується як Городок Пісочний.
У XIV столітті Городець був родинним гніздом князів Милославських, тому у літописах місцевість згадується як Милославичі, Милославці, Мирославское, Мирославичи. Міська знать виїздила сюди на полювання, бо тут були багаті ліси. Останній київський князь Симеон Олелькович правив у Києві в 1455—71 роках. На місці древнього Городця, у Милославовичах, він збудував заміський дерев'яний замок.
В писемних джерелах XVI—XVII століть Вигурівщина згадується як місцевість, подарована власником Яном Вигурою (звідси, ймовірно, і походить назва місцевості) Михайлівському Золотоверхому монастирю, що було юридично закріплено універсалом Богдана Хмельницького в 1654 році.
У часи Гетьманщини — у складі Гоголівської сотні Київського полку.
З 1764 року — землі сотні відійшли до Київського повіту Київської губернії, з 1782 року — у складі Київського повіту Київського намісництва, з 1796 року — Малоросійської губернії.
З 1802 по 1902 рік вона входила до складу Броварської, потім — Микільсько-Слобідської волості Остерського повіту Чернігівської губернії. В 1927 році територія перейшла в підпорядкування Київської міської ради, а в 1932 році — увійшла до складу Петровського (Подільського) району Києва.
В 1935 році на базі земель селищ Осокорки, Позняки, Биківня, Аварійного, хуторів Червоного та імені Тараса Шевченка, колишніх слобідок Микільської, Кухмистерської, Воскресенської та Передмісної було створено Дарницький район, з території якого 23 травня 1969 року було виділено Дніпровський район.
30 грудня 1987 року відповідно до Указу Президії Верховної Ради УРСР зі складу Дніпровського району міста було виділено Ватутінський район, названий на честь генерала Миколи Ватутіна. До складу нового району відійшли Лісовий масив, селища Биківня і Куликове, Дарницька промзона, новий житловий масив Вигурівщина-Троєщина, планова потужність якого становила 300 тисяч мешканців. Крім того до складу району було включено село Троєщина.
Під час адміністративно-територіальної реформи в місті 2001 року територія району залишилася без змін, проте, його було перейменовано на Деснянський.

## Розташування і структура
Межі Деснянського району були затверджені рішенням Київської міської ради від 27 квітня 2001 року № 280/1257 «Про межі нових адміністративних районів м. Києва та організаційні заходи по проведенню адміністративно-територіальної реформи» та від 29 листопада 2001 року № 126/1560 «Про внесення змін та доповнень до рішення Київради від 27.04.01 р. № 280/1257».
Межі Деснянського району: міська смуга, Броварський проспект, межа Лісового масиву, Дніпровського лісництва і території ДВРЗ; вулиця Роберта Лісовського, вулиця Віскозна; провулок Гната Хоткевича; провулок Фінський, проспект Леоніда Каденюка; вулиця Гната Хоткевича; вулиця Братиславська; вулиця Миропільська; вулиця Остафія Дашкевича; південно-східна межа мікрорайону Куликове; вулиця Сулеймана Стальського; вулиця Братиславська; проспект Романа Шухевича; Північний міст, акваторія річки Дніпро.
На північному заході Деснянський район межує з Оболонським районом, на півдні і південному заході — з Дніпровським районом, на північному сході — з Броварським районом Київської області. Район займає загальну площу 14,8 тисяч га. До складу району входять кілька територіальних одиниць: житловий масив Вигурівщина-Троєщина і селище Троєщина, житловий масив Лісовий і селище Биківня, зелена зона на Дніпровських островах, лісопарковий пояс. Також територією району тече річка Десенка.
У районі 98 вулиць і провулків, 4 проспекти і 4 бульвари, 3 площі, близько 20 мікрорайонів і житлових кварталів, 11 парків культури і відпочинку, 33 сквери, декоративно-технічний канал, 729 багатоповерхових будинків, близько 1500 будинків приватного сектора, функціонує 27 промислових підприємств.

## Населення

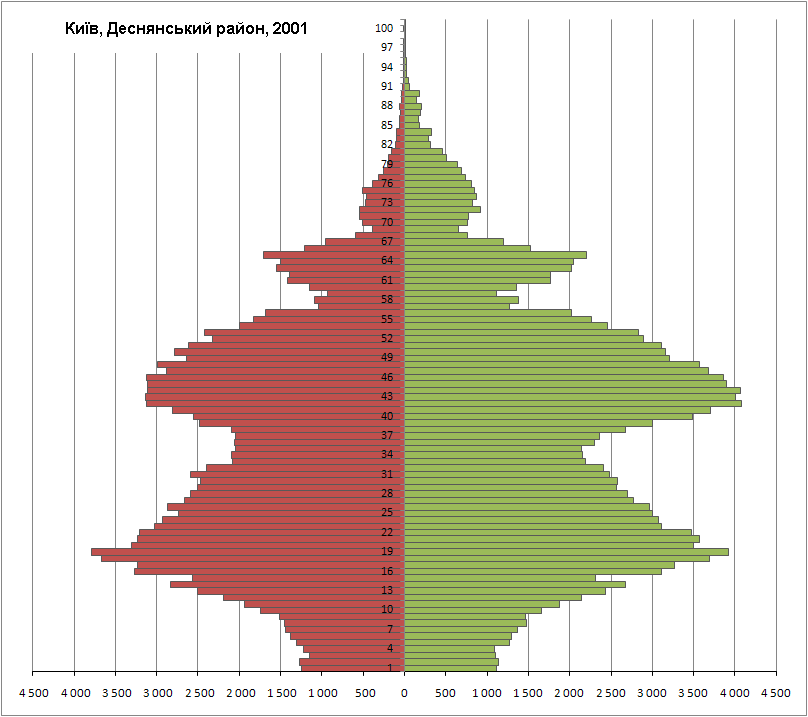
Статево-вікова піраміда населення Деснянського району у 2001 р.

Чисельність населення району:
- 2001 — 336 209
- 2008 — 350 084
- 2012 — 358 589
- 2015 — 367 100
- 2018 — 369 288
- 2021 ― 368 461
- 2022 ― 361 997[5]

### Мовний склад
Рідна мова населення за даними перепису 2001 року:
| Мова       | Чисельність, осіб | Доля     |
| ---------- | ----------------- | -------- |
| Українська | 250 165           | 74,74 %  |
| Російська  | 78 386            | 23,42 %  |
| Інше       | 6 153             | 1,84 %   |
| Разом      | 334 704           | 100,00 % |

## Політика та вибори

### 1998
На парламентських виборах 1998 року, що відбулися за змішаною виборчою системою, територія району (тоді іще Ватутінського) була розділена між двома одномандатними округами: № 213 та № 218. Більшу частину району (ж/м Троєщина) було віднесено до території округу № 213, решту територій району — до округу № 218. У одномандатних округах вибори відбувалися за системою відносної більшості голосів. В окрузі № 213 переміг Анатолій Мокроусов (27.02 % голосів), а по округу № 218 — Валерій Бабич (13.84 %). Результати голосування за пропорційною системою подано нижче у вигляді таблиці (для партій, що здобули понад 4 % по округу, ТВО № 213).
При Деснянській РДА як консультативно-дорадчий орган функціонує Громадська Рада, яка обирається на установчих зборах і має повноваження 2 роки. Останні вибори Громадської Ради відбулися в червні 2017 року.
| Партія/Блок        | Голосів «за» | Відсоток голосів «за» |
| ------------------ | ------------ | --------------------- |
| НРУ                | 12 702       | 14.07 %               |
| КПУ                | 11 887       | 13.16 %               |
| ПЗУ                | 7 915        | 8.76 %                |
| «Вперед, Україно!» | 7 588        | 8.40 %                |
| СДПУ (о)           | 6 376        | 7.06 %                |
| ПРП                | 4 996        | 5.53 %                |
| СПУ+СелПУ          | 3 700        | 4.09 %                |

### 2025
26 травня 2025 року розпорядженням Президента України Володимира Зеленського— Бахматов Максим призначений головою Деснянської районної в місті Києві державної адміністрації.

## Господарство

### Промисловість

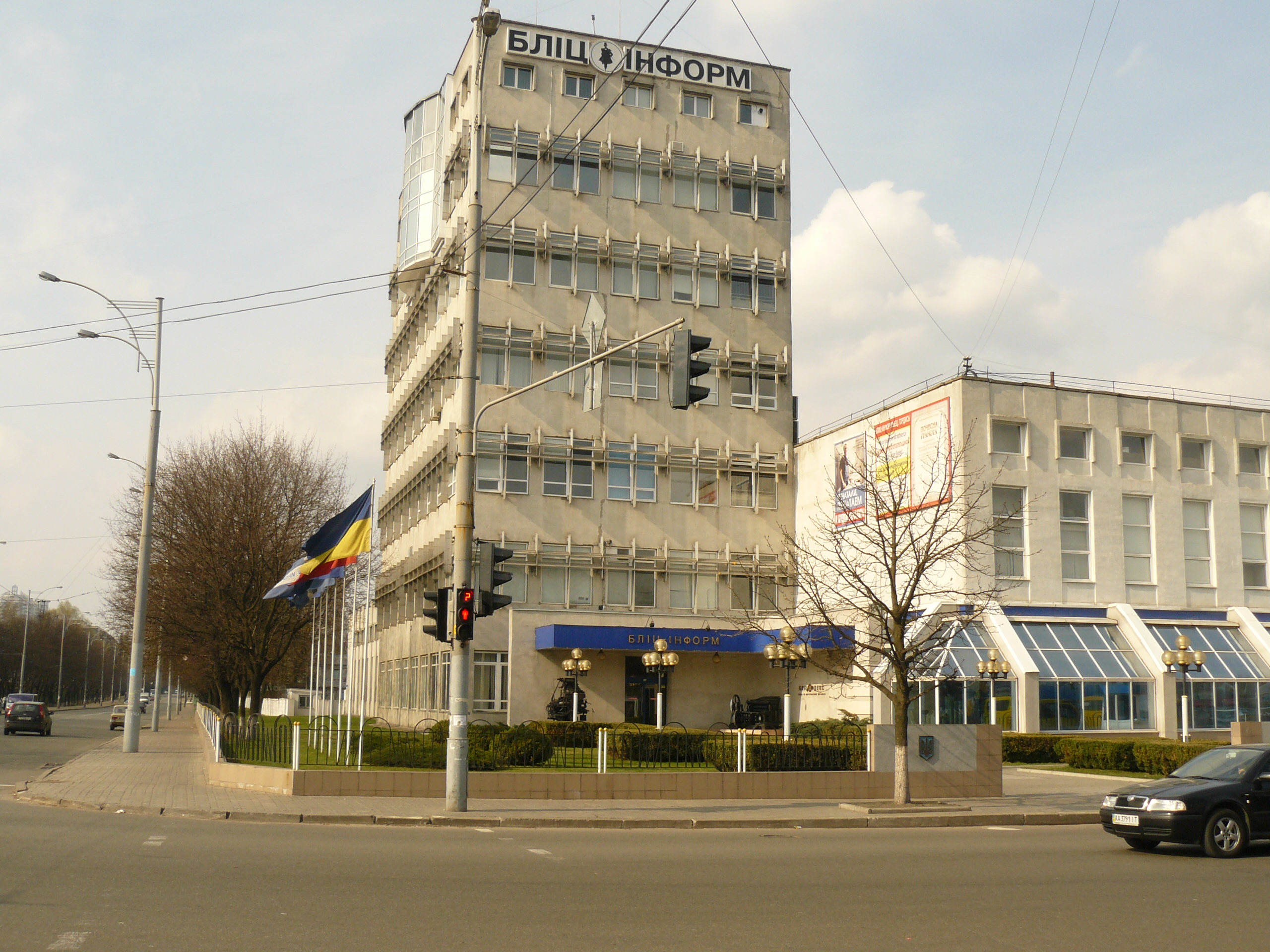
ЗАТ «Холдингова компанія «Бліц-Інформ»

Всього в районі в сферах економічної діяльності зайнято близько 34 тисячі чоловік. До складу промислового комплексу району входить 27 підприємств з чисельністю працюючих 7,4 тисяч осіб. В загальному обсязі виробництва найбільш питому вагу займає продукція поліграфічної галузі — 83,4 %, металургії та обробки — 5,7 %, харчової промисловості — 3,2 %, легкої промисловості — 1,1 %, хімічної промисловості — 1,4 %.
Поліграфічну промисловість району представляють: ЗАТ «Холдингова компанія «Бліц-Інформ»; ТОВ «Новий друк»; НВП «Печать» і ТОВ «Шепрос».
Металургія та обробка представлена підприємствами: ПП «Складні сплави»; Київський монтажно-заготівельний завод № 2 (КМЗЗ-2), структурний підрозділ АТ «Промтехномонтаж-2» та «Геоком-Рест». Виробництво неметалевих будівельних матеріалів представляють ТОВ «Полірем» та ЗАТ «Будіндустрія-3».
До підприємств харчової промисловості відносяться: ТОВ «БМБ «Компаунд», яке виготовляє шоколадну глазур для кондитерської промисловості, ТОВ "Кондитерська фірма «Ясена», яка займається виробництвом шоколадних виробів, КП «Молочна фабрика-кухня».
Підприємства хімічної галузі: ВАТ «Київхімволокно», ЗАТ «Квант», ТОВ НВП «Катран», Дослідне виробництво Інституту органічної хімії НАН України, ТОВ «Полірем-Баухемі».
До підприємств легкої промисловості належать: ЗАТ «Дарна» (колишній Дарницький шовковий комбінат), ДП «Завод ТНС», ТОВ «Філтекс», ТОВ «Беркон», НВП «Тексма».
До галузі машинобудування відносяться ВАТ «Київський дослідно-експериментальний механічний завод», ТОВ НВП «Атом Комплекс Прилад», ТОВ «ТМСпецмаш», ТОВ «Брайт», ТОВ «Маг-2000».
Також на території району розташовані підприємства, які підпорядковані різним міністерствам і відомствам: Банкнотно-монетний двір Національного банку України (БМД НБУ), Київська теплоелектроцентраль №6, ВАТ «Птахофабрика Київська».

### Житлово-комунальне господарство

#### Житлове господарство
На території Деснянського району розташовано 729 житлових будинків, а також близько 1500 будинків приватного сектора. Балансоутримувачем будинків є КП «Житлорембудсервіс», утримання та обслуговування житлового фонду з 2015 року здійснює Комунальне підприємство «Керуюча компанія з обслуговування житлового фонду Деснянського району м. Києва» (а до 2015 року «Дирекція з управління та обслуговування житлового фонду» Деснянського району м. Києва), до складу якого входять 9 житлово-експлуатаційних дільниць (ЖЕД № 301, 302, 303, 305, 310, 313, 316, 318, 319) (до 2015 року було 16 житлово-експлуатаційних контор (ЖЕК)), які обслуговують територію в 5,4 мільйонів км².; ЖЕК з обслуговування приватного сектора. Нараховує 1770 працівників. В районі функціонує 2790 ліфтів.
В районі діє ТОВ «Промтехнік», яке надає послуги з утримання житлових будинків, обслуговування внутрішньобудинкових мереж та ремонту житлового фонду і мереж. На квартирному обліку в районі за місцем проживання перебуває близько 10 тисяч сімей.
КП «Ватутінінвестбуд» виконує функції замовника (райдержадміністрації) на будівництво різних об'єктів.

#### Шляхове господарство
Шляхове господарство у районі забезпечує Комунальне підприємство «Шляхово-експлуатаційне управління з ремонту та утриманню автомобільних шляхів та споруд на них» (КП «ШЕУ»), яке виконує роботу з благоустрою району, утримуючи його в належному технічному та санітарному стані. На утриманні КП «ШЕУ» Деснянського району перебувають 2332,5 тисяч м² шляхів і тротуарів, 17 підземних пішоходних переходів, 2 громадські вбиральні, 957 штук оглядових колодязів, 1452 штук зливоприймачів, 4,1 тисяча п.м колесовідбійної стрічки, 5,5 тисяч п.м напрямної огорожі, 2,0 тисяч п.м інших огорож, 61 одиниця спеціальної техніки.

#### Благоустрій
Приділяється увага питанням благоустрою району та оздоровленню існуючих зелених насаджень. На обслуговуванні в Комунальному підприємстві району з утримання зелених насаджень (КП УЗН) є 11 парків, 33 сквери, 8 бульварів, газонів — 497,5 га, квітників — 4,45 га, дерев — 28,1 тисяч штук, кущів — 45,4 тисяч штук, лавок — 459, 201 урна. Доглядні роботи проводяться на площі 1183,9 га.
В районі працюють й інші підрядні будівельні та ремонтно-будівельні організації, силами яких впроваджується відбудова та облаштування району.
Щорічно в районі проводяться місячники з благоустрою, озелененню та покращенню санітарного стану району. Деснянський район у 2002 році посів третє місце за результатами проведення місячника з благоустрою, а у 2005 році — КП УЗН району зайняло третє місце серед екологічних підприємств міста.

### Транспорт та зв'язок

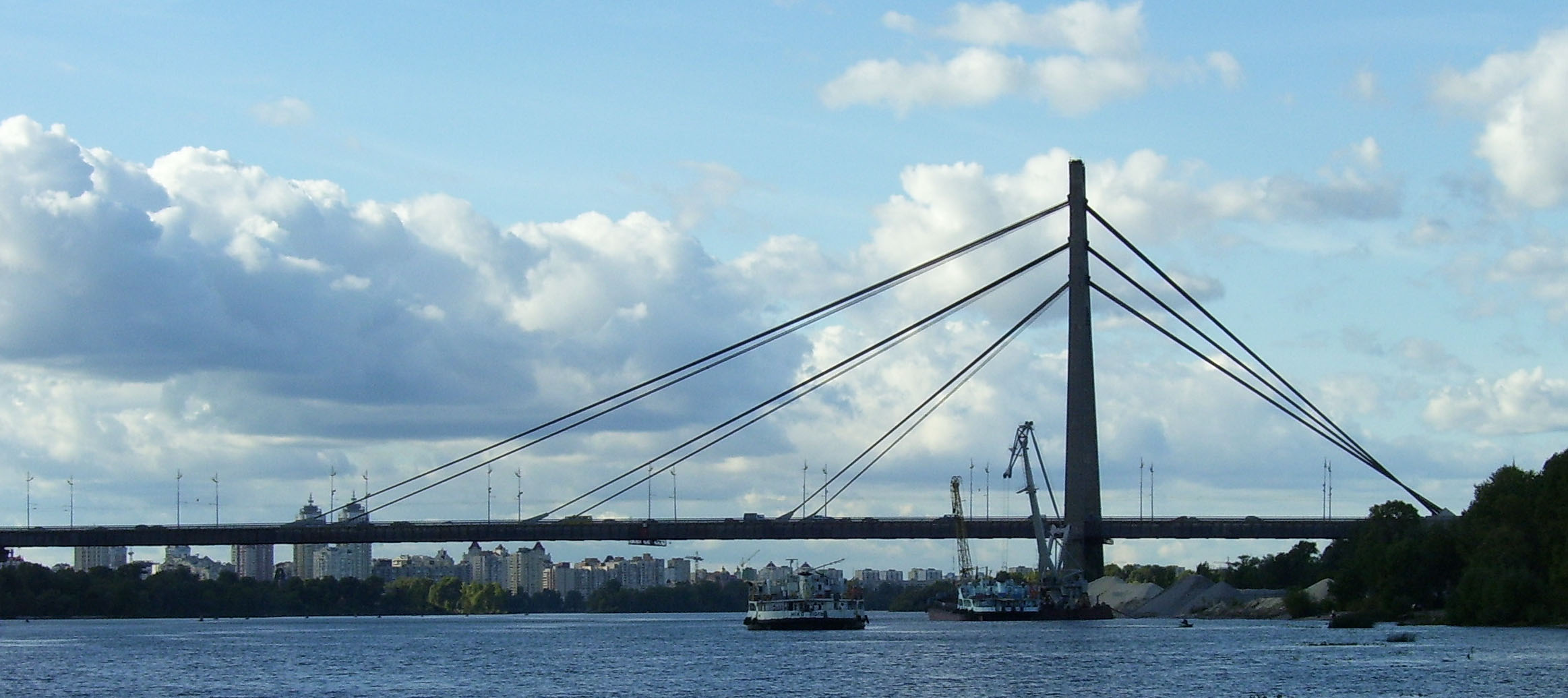
Північний міст

Довжина автодоріг району становить 103,3 тисяч км. Щоденно перевозиться усіма видами транспорту близько 200 тисяч осіб. Район обслуговують 106 маршрутів міського транспорту, в тому чилі 33 комунальні, з яких автобусних — 24, тролейбусних — 8, трамвайних — 11; 74 таксомоторних та Святошинсько-Броварська лінія метрополітену (станції метро «Чернігівська» та «Лісова»). На території району розташована автобусна станція № 4 «Дарниця», яка обслуговує Чернігівський напрямок. Північний міст з'єднує масив Троєщина з Петрівкою.
На території району працюють 34 автоперевізники, щодня виходить на лінію 795 транспортних одиниць рухомого складу, з них 656 таксомоторів та 139 одиниць транспорту комунальних підприємств. В районі зареєстровано більше 50 тисяч одиниць приватного транспорту та близько 10 тисяч автомобілів використовується за дорученням.
В районі функціонує 24 гаражно-будівельних кооперативи на 13,2 тисяч машиномісць та 80 автостоянок на 22,5 тисяч машиномісць, 23 автозаправні станції, 9 авторемонтних майстерень.
Для покращення транспортного сполучення між правим і лівим берегом у травні 2000 року збудовано лінію швидкісного трамвая, що починається і закінчується у межах житлового масиву Вигурівщина-Троєщина. 1 січня 2009 року лінію було закрито через нерентабельність.
У жовтні 2006 року почали проводити нову гілку метрополітену — Лівобережну лінію. Лівобережна гілка завдовжки 12,2 кілометрів має з'єднати території двох районів — Деснянського і Дніпровського. Тут планується збудувати вісім станцій, сім наземних та одну підземну, але неглибокого залягання. Траса Лівобережної лінії пролягатиме по осі вул. Оноре де Бальзака від вул. Милославської до проспекту Романа Шухевича, вздовж залізниці до Броварського проспекту з підключенням до Святошинсько-Броварської лінії біля станції «Лівобережна». У перспективі Лівобережна лінія буде продовжена до житлового масиву Позняки і може у майбутньому стати частиною київської кільцевої лінії метрополітену.
На території району діють 9 поштових відділень та 16 телефонних станцій, у загальному користуванні більше ніж 17 тисяч телефонних апаратів.

### Торгівля
В Деснянському районі зосереджена найбільша кількість ринків, значна кількість торговельних підприємств та об'єктів, підприємств побутового обслуговування населення. Всього в районі функціонує 612 торговельних об'єктів, в тому числі стаціонарних — 197, 301 об'єкт громадського харчування та ресторанних господарств, 27 ринків, 351 підприємств побутового обслуговування населення.
На території району діють: Троєщинський ринок, оптовий плодоовочевий ринок «Фермер» ЗАТ «Полюс», речовий ринок ТОВ «Ринок-1», торговельний комплекс «Привоз» підприємства «Ремонтник», який має 230 торговельних місць, ринок «Лісовий», ринок «Юність».

## Соціальний захист та соціальне забезпечення
У Деснянському районі проживає понад 86 тисяч одержувачів пенсій, допомоги та компенсацій, в тому числі 44,3 тисяч чоловік, яким надано статус постраждалих від Чорнобильської катастрофи, з них 26,5 тисяч чоловік — діти.
В районі існує Деснянський територіальний центр соціального обслуговування пенсіонерів та одиноких непрацездатних громадян. Також функціонує чотири відділення: два відділення соціальної допомоги вдома, відділення надання грошової та натуральної адресної допомоги, відділення медико-соціального та побутового обслуговування мешканців спеціалізований будинок для людей похилого віку|спеціалізованого будинку для людей похилого віку.
На території району розташований Київський пансіонат ветеранів праці Головного управління праці та соціального захисту населення м. Києва, заснований у 1971 році.
В районі працюють 3 міські спеціалізовані соціальні служби для молоді: Центр соціальної підтримки та супроводу сімей; Центр соціально-психологічної реабілітації дітей та молоді з функціональними обмеженнями, Центр профілактики негативних явищ у молодіжному середовищі.
У 2005 році в районі створено Раду у справах сім'ї, рівних прав та можливостей жінок та чоловіків та Центр у справах сім'ї та жінок. Структурним підрозділом Центру є притулок для тимчасового перебування жінок, що зазнали насильства у сім'ї. Також на території району функціонує табір соціальної реабілітації «Острів скарбів».

## Медицина і охорона здоров'я

Центральна районна поліклініка

Медичним обслуговуванням та охороною здоров'я населення району займається Деснянське районне управління охорони здоров'я. У складі управління 7 поліклінік (4 — для дорослих, 3 — для дітей), міжрайонний шкірно-венерологічний диспансер № 2. В районі функціонує дві лікарські амбулаторії в с. Троєщина та у с. Биківня.
На території району розміщено 5 міських лікувально-профілактичних закладів (ЛПЗ): Український науково-практичний центр екстреної медичної допомоги та медицини катастроф, Київська міська клінічна лікарня швидкої медичної допомоги, Київська міська психоневрологічна лікарня № 2, Центр радіаційного захисту населення м. Києва від наслідків Чорнобильської катастрофи, Київський міський будинок дитини «Берізка». Також працюють районна санітарно-епідеміологічна станція (СЕС), багато аптечних пунктів та 8 аптек.
Також в районі функціонують: Центральна районна поліклініка, Київський міський Центр серця, Центральна районна дитяча поліклініка, районна дитяча поліклініка № 2, підстанція швидкої медичної допомоги, денний стаціонар для наркозалежних, Лівобережний нейроцентр з реабілітаційним відділенням, районний профмедпункт, міжрайонний пункт невідкладної стоматологічної допомоги, на базі поліклініки № 2 працює районний травмпункт, на базі ЦРДП розташована районна баклабораторія. З 2004 року в районі діє перший в Україні Центр малоінвазивної хірургії.
Кількість населення, що обслуговується (на 2005 рік) становить 342,700 тисяч чоловік (з них дітей — 78,1 тисяча чоловік). Медичні послуги надають близько 2,9 медичних працівників.

## Спорт
Вирішенням задач фізичного виховання населення і підготовки спортсменів в районі займаються: республіканське вище училище фізичної культури, комплексна дитячо-юнацька спортивна школа № 14, дитячо-юнацька спортивна школа № 18, дитячо-юнацька спортивна школа № 1 Київського міського ФСТ «Спартак», районний центр навчання плаванню, районний центр фізичного здоров'я населення «Спорт для всіх», який підпорядковується Відділу у справах сім'ї, молоді та спорту Деснянської РДА.
В районі працює більше 30 дитячих туристичних секцій — при Центрі дитячої та юнацької творчості, у школах № 301, 307, 283, 249, 218, 212, 152 та інших.
Загалом в Деснянському районі функціонує: 3 стадіони; 68 спортивних залів (в основному в загально-освітніх закладах); 80 футбольних полів; 228 спортивних майданчиків; 28 стрілецьких тирів, 22 тренажерних зали; 23 басейни (16 в дошкільних закладах), 9 тенісних кортів; 17 спортивних клубів; культивується 50 видів спорту; працює понад 500 спортивно-оздоровчих секцій.
У 2003 році був утворений відділ з питань фізичної культури і спорту для виконання районної Цільової комплексної програми «Фізичне виховання — здоров'я нації».

## Наука
Науковий комплекс району становить 14 науково-дослідних і проектних установ, у тому числі: 7 — науково-дослідних установ, 4 — проектних, інших установ — 3. Загальна чисельність працюючих становить більше 1,500 осіб, у тому числі, діячів, які виконують науково і науково-дослідні роботи — 952, фахівців з науковим ступенями — 342. Серед основних напрямів діяльності: наукові розвідки в галузях фармакології, епідеміології, онкології, біології, охорони довкілля, містобудування, інформаційно-обчислювального забезпечування, поліграфічного оформлення та розвитку спеціальних видів друку, проектні розробки в галузях будівництва та реконструкції об'єктів агропромислового, лісогосподарських комплексів, нафтопродуктозабезпечення, шляхового господарства.
На території району розташовані науково-дослідні центри: Інститут біоорганічної хімії та нафтохімії НАН України; Інститут органічної хімії НАН України; ВАТ «Український науково-дослідний інститут спеціальних видів друку»; Інститут гігієни та медичної екології імені Олександра Марзеєва АМН України; Український науково-виробничий інженерний центр по охороні праці у сільському господарстві «Укрсільгоспохоронпраці»; Український науково-практичний центр екстреної медичної допомоги та медицини катастроф; ВАТ «Агропромсистема».
Проектні інститути району: ВАТ «Укрпроектбудсервіс»; «Укрдіпроліс»; Державний проектний інститут «Укртранснафтопродукт»; Український державний науково-технічний і проектний інститут промислових технологій «Укрпромтехнологія».
Інші науково-виробничі заклади району: ДНВП «Картографія»; Український державний науково-виробничий інститут зйомок міст та геоінморматики імені А.В. Шаха «Укргеоінморм»; Київський національний торговельно-економічний університет.

## Освіта

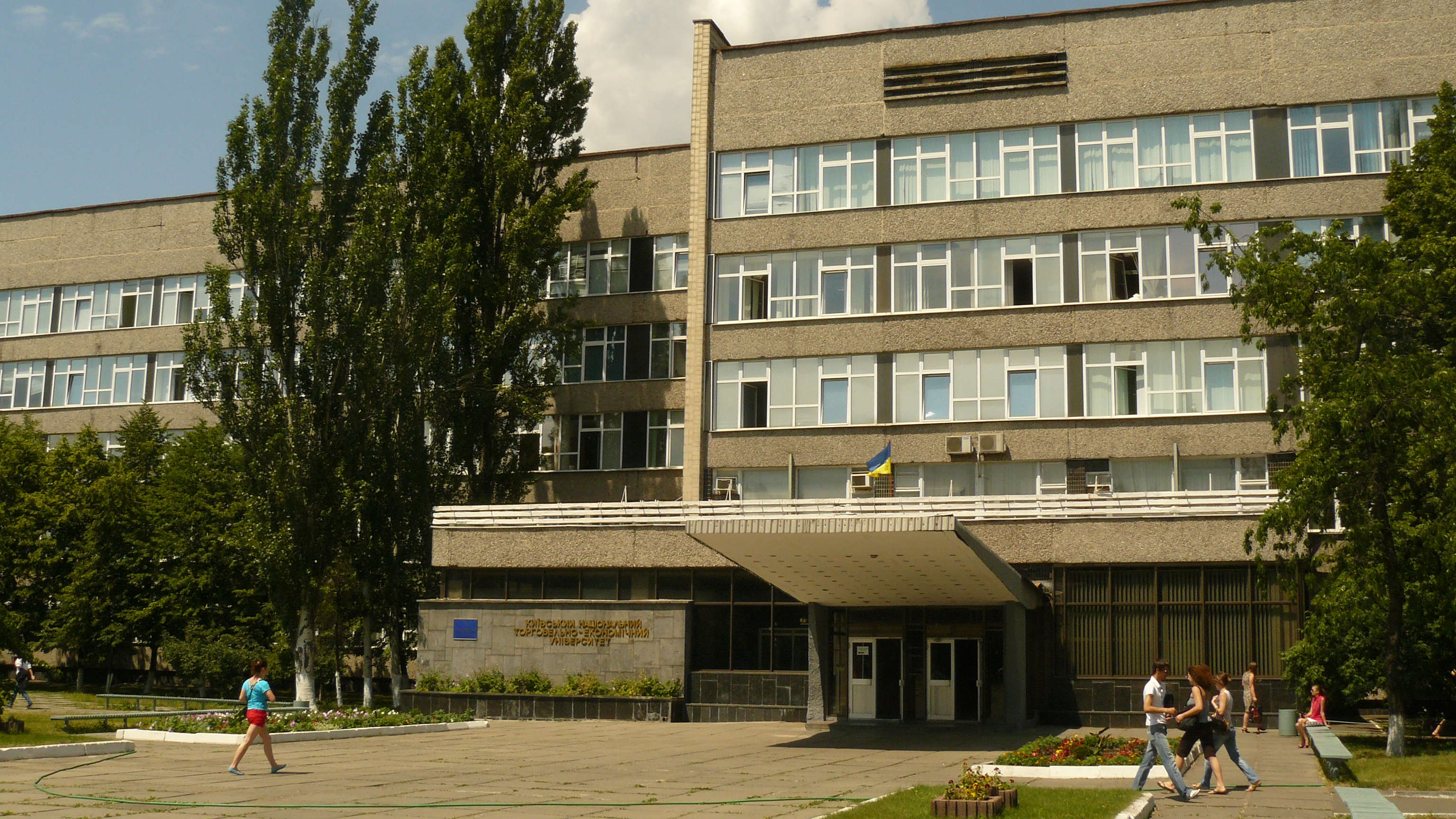
Київський національний торговельно-економічний університет

За кількістю закладів освіти Деснянський район посідає перше місце. На території району розташовано 11 вищих навчальних закладів різних рівнів акредитації та форм власності та вищих училищ, 51 дошкільний заклад, 13 шкіл-садків, 33 загальноосвітні школи, 14 — спеціалізованих, 16 гімназій, навчально-виховний комплекс, 2 ліцеї, 4 позашкільних закладів.
Навчальні заклади району підтримують міжнародні зв'язки з колегами з Німеччини, Польщі, Франції, США, Туреччини, інших країн. 53 вчителя мають звання методиста-кореспондента. З 2664 працівників-освітян: 2 мають звання «Заслужений працівник освіти України», 4 — «Заслужений працівник України», 289 нагороджено знаком «Відмінник освіти» та «Відмінник освіти України», 474 присвоєно звання «Старший учитель», 208 — «Учитель-методист».
Закладами освіти Деснянського району укладено угоди з 30 вищими навчальними закладами м. Києва. 20 загальноосвітніх навчальних закладів (ЗОНЗ) залучено до експериментальних програм. В районі діє банк інноваційного педагогічного досвіду вчителів та керівників закладів освіти, який включає авторські методики та узагальнений передовий педагогічний досвід.
Дошкільна, середня та позашкільна освіта
В системі районного відділу освіти функціонує 124 заклади освіти, з них: 51 — дошкільний заклад і 13 шкіл-дитсадків. Серед 33 загальноосвітніх шкіл 2 — приватні («Аратта» і «Співтворчість»). В районі діє 14 спеціалізованих шкіл: СЗОШ № 202, 207, 247, 264, 277, 301, 307, 312, 320, 322. ШДС: СНВК «Вікторія», «Лісові дзвіночки», «Деснянка», «Київські каштани» і приватна школа «Славія». СЗОШ № 320 спеціалізується на поглибленому вивченні української мови та літератури, СЗОШ № 307 — природничих дисциплін, а інші школи і ШДС — іноземних мов.
В районі є 6 гімназій: № 39, 283 («Троєщинська Січ»), Києво-Могилянський колегіум, «Троєщина», 2 — приватні: «Грейс» і «Лінгвістична гімназія», вечірня школа № 18, економіко-правовий ліцей та приватний ліцей МАУП, навчально-виховний комплекс «Престиж».
Позашкільні заклади району: Центр дитячої творчості та юнацтва (ЦДЮТ); Школа мистецтв імені Миколи Леонтовича; Комплексна ДЮСШ № 14; ДЮСШ № 18.
В районі навчається більше 30 тисяч школярів, з них близько 400 учнів — в приватних школах району. В усіх загальноосвітніх навчальних закладах (ЗОНЗ) сформовані групи продовженого дня. Забезпеченість педагогічними кадрами ЗОНЗ району становить 95,0 %. Навчально-виховний процес в школах та дошкільних закладах забезпечують майже 6 тисяч педагогічних працівників.
У дошкільних дитячих закладах створені фітобари, проводяться курси аромотерапії, психогімнастики, проведення заняття з фізкультури, спартакіади.
Вищі навчальні заклади
На території району розташовані: Київський національний торговельно-економічний університет (КНТЕУ); Філія Київського славістичного університету; Київський міський медичний коледж (КММК) Головного управління охорони здоров'я та медичного забезпечення; Київська муніципальна українська академія танцю імені Сержа Лифаря Головного управління культури Київміськдержадміністрації; Економіко-правовий технікум при Міжрегіональній Академії управління персоналом (МАУП); Республіканське вище училище фізичної культури; Лівобережне відділення Київської Академії перукарського мистецтва; Навчально-науковий інститут підготовки слідчих і криміналістів Національної академії внутрішніх справ; Вище комерційне училище Київського національного торговельно-економічного університету (ВКУ КНТЕУ); Київське вище професійне училище технологій та дизайну одягу.
У 2002 році Відкритий міжнародний Університет розвитку людини «Україна» відкрив у Деснянському районі два факультети: факультет правознавства і міжнародних відносин та факультет соціальних технологій.

#### Курси
Для підвищення кваліфікації та розвитку нових навичок для жителів Деснянського району працюють безліч курсів. Найпопулярніші з яких мовні курси, образотворчого мистецтва, комп'ютерної грамотності, ІТ, діджитал маркетингу та курси водіїв [Архівовано 20 вересня 2020 у Wayback Machine.].

## Культура
Мережа закладів культури Деснянськогого району представлена: Централізованою бібліотечною системою, до якої входить 8 бібліотек (5 — для дорослих, 3 — для дітей); Київською дитячою школою мистецтв № 3, дитячою музичною школою № 24 з відділенням у с. Биківня; кінотеатрами «Кіото», Kronverk Cinema SkyMall та «Флоренція», міським мистецьким навчальним закладом «Натхнення» Головного управління культури Київміськдержадміністрації, позашкільним закладом "Освітньо-культурний центр «Дивосвіт», "Центром естетичного виховання «Гармонія», Київською муніципальною українською академією танцю імені Сержа Лифаря та Київською дитячою школою мистецтв № 7.
В районі діють три клубні установи: будинок культури відкритого акціонерного товариства «Київхімволокно», будинок культури в с. Троєщина та клуб Київського національного торговельно-економічного університету.

### Бібліотеки
Деснянська Централізована бібліотечна система (ЦБС) утворена у 1988 році. До системи входять 5 бібліотек для дорослих і 3 для дітей.
Бібліотеки для дорослих: Центральна районна бібліотека № 141 (ЦРБ № 141) (вул. Рейгана, 6); Бібліотека імені Василя Кучера (вул. Ореста Левицького, 9/21); Бібліотека імені Степана Олійника (вул. Кубанської України, 22); Бібліотека № 151 (вул. Сержа Лифаря, 8); Бібліотека-філіал № 1 (с. Биківня, просп. Броварський, 89а).
Бібліотеки для дітей: Бібліотека № 115 (вул. Бальзака, 28); Бібліотека імені Юрія Гагаріна (вул. Ореста Левицького, 9/21); Бібліотека № 119 (вул. Кубанської України, 22).

### Музеї
На території району діють музеї, які розташовані в навчальних закладах: музеї «Хата моєї бабусі» та «Історія Великої Вітчизняної Війни у фронтових долях земляків» діють у Центрі дитячої та юнацької творчості; «Музей партизанської слави» розміщений у Вищому комерційному училищі КНТЕУ; «Музей бойової слави 59-армії» діє у СЗОШ № 190; «Музей Слави та Пам'яті» — у СЗОШ № 238; «Етнографічний музей „Рідна хата“» розташований у СЗОШ № 278; Музей з українознавства в СЗОШ № 250.
У 2005 році у СЗОШ № 119 відкрито світлицю на честь українського поета-фронтовика Платона Воронька.
На території поліграфічного підприємтва ЗАТ «Холдингова компанія «Бліц-Інформ» діє поліграфічний музей. В бібліотеці імені Василя Кучера розташована кімната-музей Василя Кучера, де представлені матеріали, присвячені життю і творчості українського письменника. При науково-технічному центрі «Булат НВР» діє музей булатної зброї.
З 1967 року на території підприємства ЗАТ «Дарна» (колишній Дарницький шовковий комбінат) діє Музей трудової слави Дарницького шовкового комбінату.

### Релігія

Свято-Троїцький собор УПЦ МП

На території району стоїть Свято-Троїцький собор УПЦ МП (вул. Кірова, 2в). 9 липня 1991 року відбулась закладка храму, 7 червня 1997 року на день Святої Трійці його було освячено, тоді ж і почали служити у храмі в усі недільні та святкові дні. Собор розрахований на 1200 тисяч місць.
На території Лісового кладовища діє Воскресенська церква. 2006 року на території лікарні швидкої медичної допомоги споруджено каплицю Пресвятої Богородиці. На території Центру радіаційного захисту населення м. Києва від наслідків Чорнобильської катастрофи споруджено Храм святих мучеників Адріана та Наталії УПЦ МП, по вулиці Сержа Лифаря — каплиця парафії Святого Івана Предтечі ПЦУ, по вулиці Мілютенка — Храм святителя Миколая (пам'яті жертв ІІ Світової війни) УПЦ МП, у с. Биківня — Храм святого мученика Іоанна Воїна УПЦ МП.
Також діє два молитовних будинки місцевої та помісної церкви євангельських християн-баптистів (ЄХБ) «Голгофа» та «Віфанія».
16 жовтня 2016 року освячено храм УПЦ КП на честь Всіх святих.

## Архітектура
Основна забудова на житловому масиві Лісовий здійснювалась у 1965–1973 роках за проектом архітекторів Петра Петрушенка і С. Д. Покришевського. Житловими вулицями Мілютенка, Шолом-Алейхема і Ореста Левицького масив поділений на 8 прямокутних мікрорайонів; дев'ятий, обмежений Лісовим проспектом, вулицями Кубанської України і Космонавта Поповича має криволінійний обрис. Мікрорайони забудовані типовими житловими 5- і 9-поверховими будинками серії 1КГ-480, 1-461А, 1У-483 і 16-поверховоими будинками з вібропрокатних панелей. Загальна житлова площа масиву — 960 тисяч м². Орієнтація будівель забезпечує нормативну інсоляцію житлових приміщень. В громадських центрах мікрорайонів розміщені школи, дитячі дошкільні та культурно-побутові заклади. Для планування мікрорайонів характерні великі озеленені двори з спортивними та ігровими майданчиками.
У 1981 році розпочато будівництво житлового масиву Вигурівщина-Троєщина (архітектори Юрій Паскевич, Григорій Слуцький, Є. В. Фролов, Микола Дьомін, Валентин Єжов та інші; в розробці окремих мікрорайонів і житлових груп брали участь архітектори Вадим Гречина, Володимир Коломієць, Всеволод Суворов та інші). Новацією в київській архітектурі було барвисте розфарбування фасадів житлових будинків, що збагатило композицію мікрорайонів. У 1982–1987 роках масив мав назву Троєщина, сучасна назва — з 1987 року. Площа забудови — 3265 га, розрахункова чисельність населення — 280 тисяч жителів.
Забудова с. Биківня здійснювалась у 1949–1962 роках. Биківня налічує близько 500 житлових будинків і близько 3000 мешканців.

### Пам'ятки археології, архітектури, історії та культури

Обеліск Пам'яті та Алея Пам'яті на честь 60-річчя кінця Другої світової війни

В районі є 10 пам'яток історії, 1 пам'ятка архітектури, 2 пам'ятки археології та 13 пам'ятних знаків, дощок, обелісків.
- Пам'ятки археології: Давньоруське городище «Літописний городець» XI–XII століття (с. Троєщина, вул. Карла Маркса); острів Муромець, давньоруське поселення XII століття.
- Пам'ятка архітектури: Північний міст.
- Пам'ятники та обеліски: Національний історико-меморіальний заповідник «Биківнянські могили», в якому стоїть пам'ятник жертвам сталінських репресій (с. Биківня); Обеліск Пам'яті та Алея Пам'яті на честь 60-річчя кінця Другої світової війни; Пам'ятник «Сини Вигурівщини та Троєщини, які загинули в роки Великої Вітчизняної війни 1941—1945 років» (с. Троєщина, кладовище); Пам'ятник «Вічна пам'ять воїнам-троєщанам, які загинули в роки Великої Вітчизняної війни 1941—1945 років» (с. Троєщина, кладовище); два меморіальні знаки воїнам, загиблим в роки Другої світової війни (територія військової частини АО231); Пам'ятник Олександру Марзеєву (вул. Попудренка, 50); Обеліск на пам'ять заводчан, які загинули на фронтах Другої світової війни (вул. Якова Гніздовського, ВАТ «Київхімволокно»);
- Пам'ятні знаки: на честь поріднення з містом Кіото (парк «Кіото», вул. Кіото, 19); на честь міста-побратима Братислави (вул. Братиславська, 44/2), на честь міста-побратима Анкари (площа Анкари); льотчикам винищувального Гвардійського авіаційного полку, що загинули в боях Другої світової війни біля селища Троєщина (кладовище с. Троєщина); борцям за свободу та незалежність України (вул. Оноре де Бальзака).
- Анотаційні та меморіальні дошки: Георгію Жукову (вул. Кубанської України, 15 і 51); Шолом-Алейхему (вул. Шолом-Алейхема, 15); Миколі Лаврухіну (вул. Миколи Лаврухіна, 7); Миколі Матеюку (вул. Миколи Матеюка, 2); Борису Кудрявцеву[ru] (кладовище с. Троєщина); Сержу Лифарю (вул. Костянтина Данькевича, 4-а), Феліксу Соболєву (вул. Кіото, 27), Миколі Попудренку (вул. Гетьмана Павла Полуботка, 26/9), Андрію Кіпріанову (вул. Академіка Кухаря, 5).

### Парки

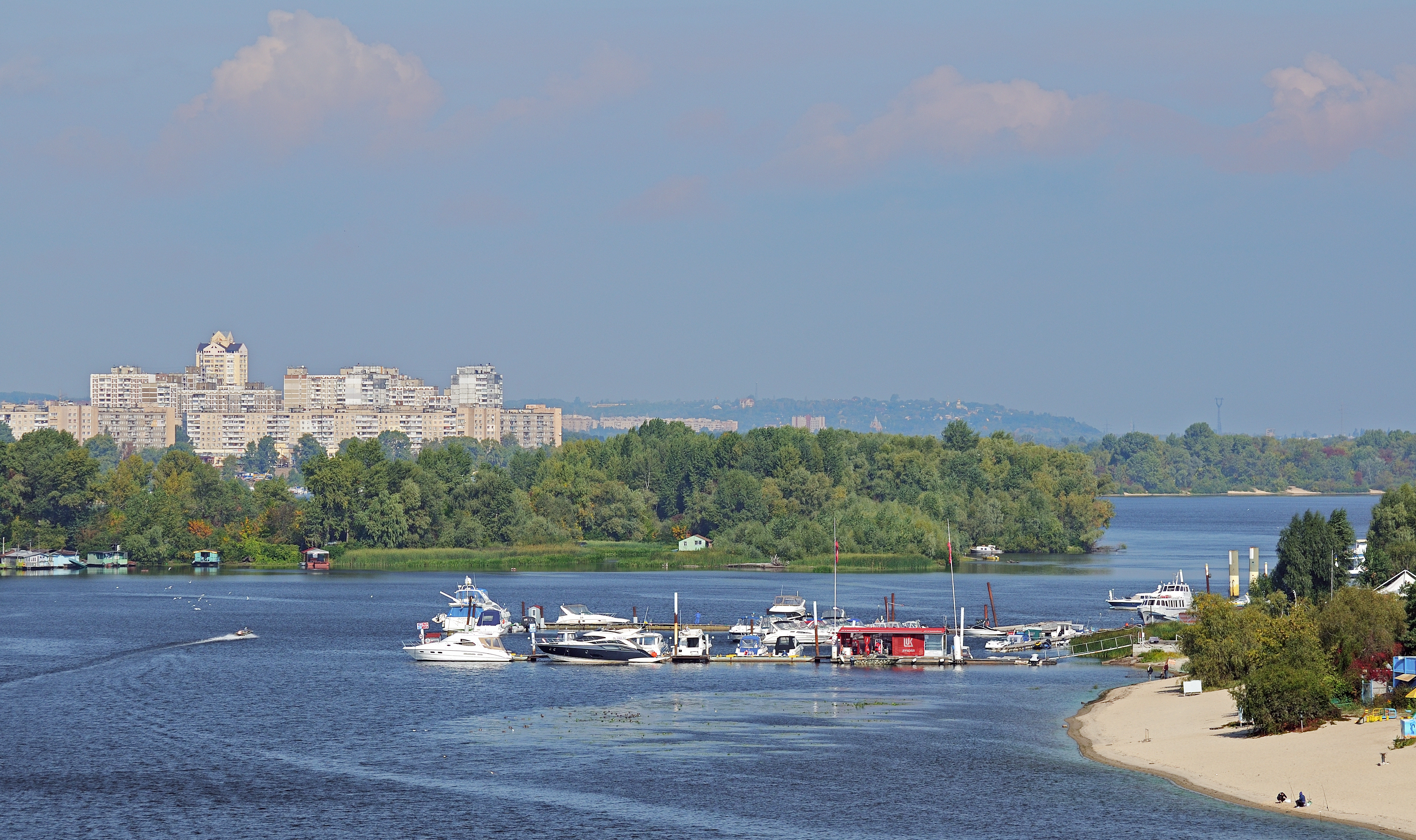
Причал біля парку Муромець

На території району розташовані: Парк «Муромець», парк «Кіото», парк між проспектом Романа Шухевича і вулицею Миколи Закревського, парк біля ВАТ «Київхімволокно», парк вздовж вулиці Гетьмана Павла Полуботка, парк «Деснянський» (паркова зона між 3 і 4 мікрорайонами), паркова зона по вулиці Сержа Лифаря, паркова зона по проспекту Червоної Калини, парк «Молодіжний» (12 мікрорайон), Всеукраїнський парк пам'яті борцям за свободу і незалежність України, парк пам'яті жертвам Чорнобильської катастрофи (біля кінотеатру «Флоренція»).

## Засоби масової інформації
У 1992 році відбулась презентація кабельної телекомпанії району. У 2003 році після перерви поновило роботу кабельне телебачення району. 1994 року створено газету «Злагода». У 1999 році при Свято-Троїцькому соборі було засновано видання журналу «Троєщина Православна».
Серед районних засобів масової інформації: газета «Вісник» (засновник: Деснянська районна у м. Києві рада та райдержадміністрація), «За київським часом» (засновник: Благодійний фонд «Дзвін надії»), «Троєщина» (засновник ПП «Вектор-М»).

## Громадсько-політичні організації
У Деснянському районі функціонує 106 громадських організацій, 82 партії, 62 релігійні громади, 19 благодійних фондів.
Зокрема, тут діє рада організації ветеранів Деснянського району, яка піклується про забезпечення їх законними пільгами, наданими державою; Всеукраїнська громадська організація «Захист дітей війни» Деснянського району, яка об'єднує мешканців району категорії «Дитина війни» та допомагає в вирішенні питань різного напрямку, Спілка ветеранів Афганістану Деснянського району, яка надає підтримку та допомогу членам організації за різними напрямками: медичні
питання (ліки, лікування, консультації, робота з інвалідами щодо протезування, оздоровлення учасників бойових дій та їх дітей), юридичні питання, квартирні питання, соціальна допомога; громадська організація «Земляки» основною метою якої є морально-психологічна реабілітація та медична допомога інвалідам та постраждалим від Чорнобильської катастрофи.